# Gościniec (Łętownia)
Gościniec – przysiółek wsi Łętownia położony w Polsce, w województwie podkarpackim, w powiecie leżajskim, w gminie Nowa Sarzyna.
Gościniec wchodzi w skład sołectwa Łętownia-Gościniec, które obejmuje część Łętowni. 
W latach 1975–1998 miejscowość administracyjnie należała do województwa rzeszowskiego.